# Kirchenfamilie
Der Begriff Kirchenfamilie bezeichnet „eine Gruppe nah beieinanderstehender Kirchen, die liturgisch zu einer Einheit zusammengehören“.
Der Begriff wurde durch den Kunsthistoriker Edgar Lehmann 1952 eingeführt. Kirchenfamilien entstanden aufgrund der Klosterregeln und liturgischen Vorschriften, sie enthielten mehrere spezialisierte Kirchenbauten. Viele Klöster oder weltliche Stifte unterhielten neben ihrer Klosterkirche gesonderte Oratorien für die Stundengebete, häufig sogar in ein inneres und ein äußeres Oratorium geteilt, und eine außerhalb der Klausur gelegene Grabkirche. Hinzu kamen häufig noch eine Pfarr- oder Leutekirche, eine gesonderte Taufkapelle und weitere Kirchen und Kapellen. Die Kirchenfamilie auf dem Hemmaberg, die im 6. Jahrhundert aufgegeben wurde, umfasste beispielsweise zwei Doppelkirchen, eine Taufkapelle und eine Memorialkapelle. Für das Stift Essen ist im 11. Jahrhundert, durch das sogenannte Testament der Äbtissin Theophanu, eine Kirchenfamilie, bestehend aus Stiftskirche, Krypta der Stiftskirche, Taufkirche, einem Oratorium, der St. Quintins-Kapelle, einer Privatkapelle der Äbtissin, einer St. Pantaleon-Kapelle (vermutlich im Stiftsgebäude und für hochrangige Gäste) und der außerhalb der Klausur gelegenen St. Gertruden-Kirche, nachgewiesen.
Seine Wurzeln hatte das System der Kirchenfamilie in der stadtrömischen Kirchenorganisation, wo einer Kathedrale mehrere Kirchbauten oder Heiligtümer zugeordnet waren. Der Gottesdienst in diesen Kirchen war unter Leitung des Bischofs aufeinander bezogen und wurde als Einheit betrachtet. Dies drückte sich etwa im System der Stationsgottesdienste aus. Die frühmittelalterliche Benediktiner-Abtei sah sich als Abbild dieses städtischen Kirchensystems. In der Abtei wurden die Kirchen der Stadt gewissermaßen auf dem Klostergelände zusammengefasst, als „Kirchenstadt“ mit einer Vielzahl von Kirchen und Heiligtümern, oder sogar als Nebenaltäre in die Klosterkirche integriert. Das sich daraus entwickelnde  Messensystem kennt das Konventamt als „Hauptmesse“ in der Rolle der römischen Stationsfeier und daneben eine Vielzahl von „Nebenmessen“ in den anderen Heiligtümern und an den „Nebenaltären“, um diesen die gebührende kultische Verehrung zukommen zu lassen. Die Feier solcher Neben- oder Privatmessen erklärt sich nicht aus der privaten Frömmigkeit des einzelnen Priestermönchs, sondern ist als notwendig und wichtig im Rahmen der Gesamtliturgie der Abtei zu verstehen. Auch dass zunehmend mehr Mönche zu Priestern geweiht wurden, entsprach nicht seelsorglichen Zwängen oder einem überzogenen Klerikalismus, sondern der gewachsenen Zahl an liturgischen Aufgaben des klösterlichen Organismus.